# Hanae Ichinose
Hanae Ichinose (一の瀬 花枝?, Ichinose Hanae) è un personaggio inventato nella serie manga e anime Maison Ikkoku - Cara dolce Kyoko, della mangaka Rumiko Takahashi. Il suo personaggio è doppiato in lingua giapponese da Kazuyo Aoki, mentre in italiano prima da Daniela Caroli ed in seguito da Ludovica Marineo.

## Il personaggio
Hanae Ichinose è l'inquilina che abita nella stanza numero uno della Maison Ikkoku, che condivide con il marito ed il figlio Kentaro Ichinose di dieci anni. Il signor Ichinose è sempre via per lavoro, ma ciò nonostante non è in grado di permettersi una sistemazione migliore per la propria famiglia. Hanae è una donna di mezza età bassa, sovrappeso e decisamente sgradevole, dedita al fumo ed all'alcol, oltre ad essere una incallita pettegola. Attraverso alcuni flashback si viene a conoscenza che Hanae riuscì a trovare un marito soltanto grazie ad una scommessa/raggiro. Salvo rarissime occasioni, Kentaro è sempre molto imbarazzato dall'atteggiamento pubblico della madre. Hanae Ichinose è anche l'organizzatrice dei celebri festini della Maison Ikkoku, che riesce ad organizzare praticamente in ogni luogo, compresi corridoi o stazioni. Normalmente è anche quella che più di tutti si lascia andare agli effetti dell'alcool, facendo culminare ogni festino con la celebre danza degli ubriachi (la danza maku maku).
Quando non è ubriaca, la sua attività preferita sembra essere quella di spettegolare con Akemi e Yotsuya, o con il resto del vicinato. A tale scopo si iscrive anche al circolo di tennis dove insegna Mitaka. Per soddisfare la propria insaziabile curiosità Ichinose arriva al punto di origliare le conversazioni altrui, o addirittura seguire le persone, come nell'occasione in cui fu organizzato un "pattugliamento" per seguire l'appuntamento fra Kyoko e Godai. Nonostante ciò, Ichinose riesce a stringere un rapporto di amicizia con Kyoko che è caratterialmente il suo opposto. Questo perché nonostante tutto agli occhi della ragazza, Ichinose deve essere apparsa come la persona più "normale" (o se non altro la "meno peggio"). Parallelamente la donna in più di una occasione ha dimostrato una sincera affezione nei confronti di Kyoko, consigliandola per il suo bene: inoltre scoppierà in un pianto dirotto quando si penserà che Kyoko abbia abbandonato la Maison Ikkoku.

## Il nome
Il cognome Ichinose (一の瀬) può assumere due significati: o "ramo di fiori" oppure "fiume in piena". In particolar modo questa seconda interpretazione può essere considerata un riferimento all'attitudine di Ichinose al pettegolezzo. Inoltre la sillaba Ichi (一) indica anche il numero "1", che è la stanza in cui vive la signora Ichinose con la famiglia.